# Mariya Kirillovna của Nga
Mariya Kirillovna của Nga (2 tháng 2 năm 1907 – 25 tháng 10 năm 1951) là con gái của Kirill Vladimirovich của Nga và Victoria Melita của Sachsen-Coburg và Gotha. Mariya thường được gọi là "Marie", phiên bản Pháp hóa của tên Mariya, hoặc biệt danh tiếng Nga là "Masha". Gia đình của Mariya đã trở về Nga trước Chiến tranh thế giới thứ nhất, nhưng buộc phải chạy trốn sau Cách mạng Nga năm 1917.